# Shit on the Radio (Remember the Days)
Shit on the Radio (Remember the Days) (englisch für „Scheiße im Radio (Erinnerung an die Tage)“) ist ein Lied der portugiesisch-kanadischen Popsängerin Nelly Furtado. Das Stück ist die dritte Singleauskopplung ihres Debütalbums Whoa, Nelly! aus dem Jahr 2000.

## Hintergrund
Shit on the Radio (Remember the Days) wurde von der Interpretin selbst geschrieben. Die Produktion erfolgte durch Gerald Eaton und Brian West.
Die Erstveröffentlichung von Shit on the Radio (Remember the Days) erfolgte als Teil von Nelly Furtados Debütalbum Whoa, Nelly! am 24. Oktober 2000. Am 14. Januar 2002 erschien das Lied erstmals als Single. Diese erschien als Maxi-Single auf CD durch das Musiklabel Dreamworks Records.

## Musikvideo
Das Musikvideo entstand unter der Regie von Hype Williams und beginnt mit einem Remix des Intros des Liedes, wobei Furtado den Namen des Regisseurs und des Herausgebers mit Tafelkreide schreibt. Kurz nachdem Furtado anfängt, mit Kopfhörern Musik zu hören, zeigt die Kamera Teile des Raums, in dem sich Furtado befindet. Der Liedtext beginnt zu spielen und Furtado singt mit Ohrenschützern auf dem Bett. Sie steht auf, schnappt sich ein Radio und verlässt das Haus. Dann steigt Furtado in ein Auto, während Tänzer in einer Gasse anfangen, Tricks vorzuführen. Die zweite Strophe zeigt, wie Furtado beim Autofahren in die Kamera singt und landet dort, wo die Tänzer sind, und beginnt, beim Tanzen mit ihnen den Refrain zu singen. Die Brücke zeigt Furtado, wie sie im Gras liegt und eine Blume in der Hand hält und in die Kamera singt. Anschließend läuft sie zur Bühne, wo gerade ein Konzert stattfindet und sie beginnt, den letzten Teil des Liedes zu singen. Das Konzertpublikum beginnt „my self“ zu rufen, während die Musik aufhört und dann wieder beginnt. Das Video endet damit, dass Furtado in kurzen 15-Sekunden-Einblendungen auf einem Fernsehbildschirm mit den Tänzern des Konzerts singt und tanzt. In der Underground-Version wird Furtado in einem bewaldeten Schuppen platziert, der dem im Underground-Video Turn Off the Light ähnelt, und er stützt sich auch auf einen Stein und singt das Lied draußen auf einer Lichtung.

## Charts und Chartplatzierungen
| ChartsChartplatzierungen     | Höchstplatzierung | Wochen |
| ---------------------------- | ----------------- | ------ |
| Deutschland (GfK)            | 67 (7 Wo.)        | 7      |
| Österreich (Ö3)              | 48 (8 Wo.)        | 8      |
| Schweiz (IFPI)               | 43 (11 Wo.)       | 11     |
| Vereinigtes Königreich (OCC) | 18 (7 Wo.)        | 7      |